# Ибн Варрак
Ибн Варрак (араб. ابن وراق‎, буквально «сын делателя бумаги»; род. 1946, Раджкот, Британская Индия, ныне Индия) — псевдоним англоязычного писателя и публициста пакистанского происхождения, одного из самых активных критиков ислама. Один из основателей Института секуляризации исламского общества.
Получил мировую известность как автор книг:
- «Почему я не мусульманин[англ.]» (Why I Am Not a Muslim) (1995),
- «Происхождение Корана: классические очерки о Священном Писании ислама[англ.]» (The Origins of The Koran: Classic Essays on Islam’s Holy Book) (1998),
- «Вопрос об историческом Мухаммеде[англ.]» (The Quest for the Historical Muhammad) (2000).

## Псевдоним
Псевдоним «Ибн Варрак» (араб. ابن وراق‎, буквально «сын бумагоделателя») используется из-за заботы писателя о личной безопасности. Название отсылает к ученому-скептику IX века Абу Исе аль-Варраку. Варрак взял псевдоним в 1995 году, когда завершил свою первую книгу под названием «Почему я не мусульманин».
До 2007 г. Ибн Варрак предпочитал не появляться на публике и не фотографироваться для изданий. Это было вызвано его опасениями за личную безопасность, а также его желанием путешествовать, чтобы видеться со своими родными в Пакистане без риска получить отказ в визе. Недавно он участвовал в публичных дебатах, и впервые его лицо стало известно широкой публике. Несмотря на это, его появление на публике обычно сопровождается большим количеством полиции.

## Биография
Ибн Варрак родился 1946 года в городе Раджкот Британской Индии в мусульманской семье. Год спустя семья переехала в Карачи, столицу независимого Пакистана . Его мать умерла, когда он был младенцем. В одном из интервью он заявил, что «изучал арабский язык и читал Коран в молодости в надежде стать последователем исламской веры». Его отец решил отправить его в школу-интернат в Англии, чтобы избежать попытки бабушки навязать своему внуку исключительно религиозное образование в местном медресе. После приезда в Великобританию он увидел своего отца ещё раз, когда ему было 14 лет. Отец умер два года спустя.
Хотя Ибн Варрак всегда чувствовал себя скептиком, в молодости у него был кризис идентичности, в котором он ненадолго открыл себя для ислама. В конце концов, однако, победил скептицизм, и он обратился к философам, таким как Бенедикт Спиноза, Иммануил Кант, Готфрид Вильгельм Лейбниц и Дэвид Юм.
К 19 он переехал в Шотландию, чтобы продолжить свое образование в Эдинбургском университете, где он изучал арабский и персидский языки с профессорами Монтгомери Уоттом и  Л. П. Эвеллом-Саттоном. После получения степени философии в Лондонском университете Варрак преподавал в течение пяти лет в начальных школах в Лондоне, а затем в Тулузском университете в Сан-Франциско.
В 1982 году вместе с женой переехал во Францию, открыв индийский ресторан. Также работал курьером в туристическом агентстве.
В 2007 он участвовал в Конференции по секулярному исламу в Санкт-Петербурге (Флорида) наряду с такими известными критиками и реформаторами ислама, как Айяан Хирси Али, Вафа Султан и Иршад Манджи. Группа выпустила так называемую Санкт-Петербургскую декларацию, где призвала мировые правительства, в частности, отвергнуть шариатское право, суды фетвы, клерикальную форму правления и закрепление за любой религией статуса официальной, а также не допускать преследования за так называемые «святотатство» и «отступничество», в соответствии с п. 18 Всеобщей декларации прав человека.
Также был докладчиком на конференции ООН «Жертвы джихада» наряду с такими критиками ислама, как Бат Йеор, Айяан Хирси Али и Симон Денг.